# 星と月のソナタ
『星と月のソナタ』（ほしとつきのそなた、フランス語: La sonate des étoiles et du clair de lune）は、宝野アリカと片倉三起也による音楽ユニット・ALI PROJECTの3枚目のオリジナルアルバム。1995年12月6日に東芝EMIから発売された。

## 概要
新曲2曲とこれまでに発表されてきた楽曲を収録したアルバム。やや古いアルバムにもかかわらず、再発されることがなく入手困難となっていた。
2009年6月24日、東芝EMIからリリースされた初期のアルバム3枚、『月下の一群』『DALI』と当アルバムが、デジタル・リマスタリングされた上で同時再発売された。

## 収録曲
（全作詞：宝野アリカ、作曲・編曲：片倉三起也）
1. 雨のソナタ〜La Pluie〜 [4:36]
  - 初出は同名シングル（1995年10月18日発売）。
  - ベストアルバム『jamais vu』に収録（2000年8月4日発売、インディーズ流通）。
2. ビアンカ [4:04]
  - 初出はアルバム『月下の一群』。
  - ベストアルバム『Deja Vu 〜THE ORIGINAL BEST 1992-1995〜』に再録（2006年3月8日発売）。
  - アルバム『Romance』にストリングスアレンジを収録。
3. 舞踏会の手帖 [4:07]
  - 初出はシングル『嵐ヶ丘』（1993年6月9日発売）。
  - アルバム『DALI』に収録（1994年2月16日発売）。
  - ベストアルバム『jamais vu』に再録。
  - ベストアルバム『Deja Vu 〜THE ORIGINAL BEST 1992-1995〜』に再録。
4. 雪のひとひら [4:38]
  - 初出はアルバム『DALI』。
  - ベストアルバム『Deja Vu 〜THE ORIGINAL BEST 1992-1995〜』に再録。
  - なお、ポール・ギャリコの小説に同名のものがある（矢川澄子訳）。
  - サビにフランシス・プーランクの『ナゼルの夜会』より「手の上の心臓」が引用されている。
  - Aメロに坂本龍一の『High Heels』が引用されている。
5. 空宙舞踏会 [4:53]
  - 初出はアルバム『月下の一群』。「くうちゅうぶとうかい」と読む。
  - ベストアルバム『Deja Vu 〜THE ORIGINAL BEST 1992-1995〜』に再録。
6. 薔薇色翠星歌劇団 [4:24]
  - 初出はアルバム『月下の一群』。
  - アルバム『エトワール』にストリングスアレンジを収録。
7. 冬物語 [4:41]
  - 本作のための新録作品。
8. 月光浴 [3:27]
  - 初出はアルバム『月下の一群』。
  - ベストアルバム『Deja Vu 〜THE ORIGINAL BEST 1992-1995〜』に再録。
9. 彼と彼女の聖夜 [5:35]
  - 本作のための新録作品。原曲は本作のみ収録。
  - クリスマスソング。聖夜は「イブ」と読む。
  - アルバム『神々の黄昏』にストリングスアレンジを収録。
10. 共月亭で逢いましょう [5:09]
  - 初出はシングル『恋せよ乙女〜Love story of ZIPANG〜』（1992年7月1日発売）。
  - ベストアルバム『jamais vu』に収録。
  - ベストアルバム『Deja Vu 〜THE ORIGINAL BEST 1992-1995〜』に再録。
  - アルバム『月光嗜好症』にストリングスアレンジを収録。
  - Aメロ、Bメロにエマニュエル・シャブリエの『5曲の遺作 アルバムの一葉』が引用されている。